# Heilige Berlindiskapel

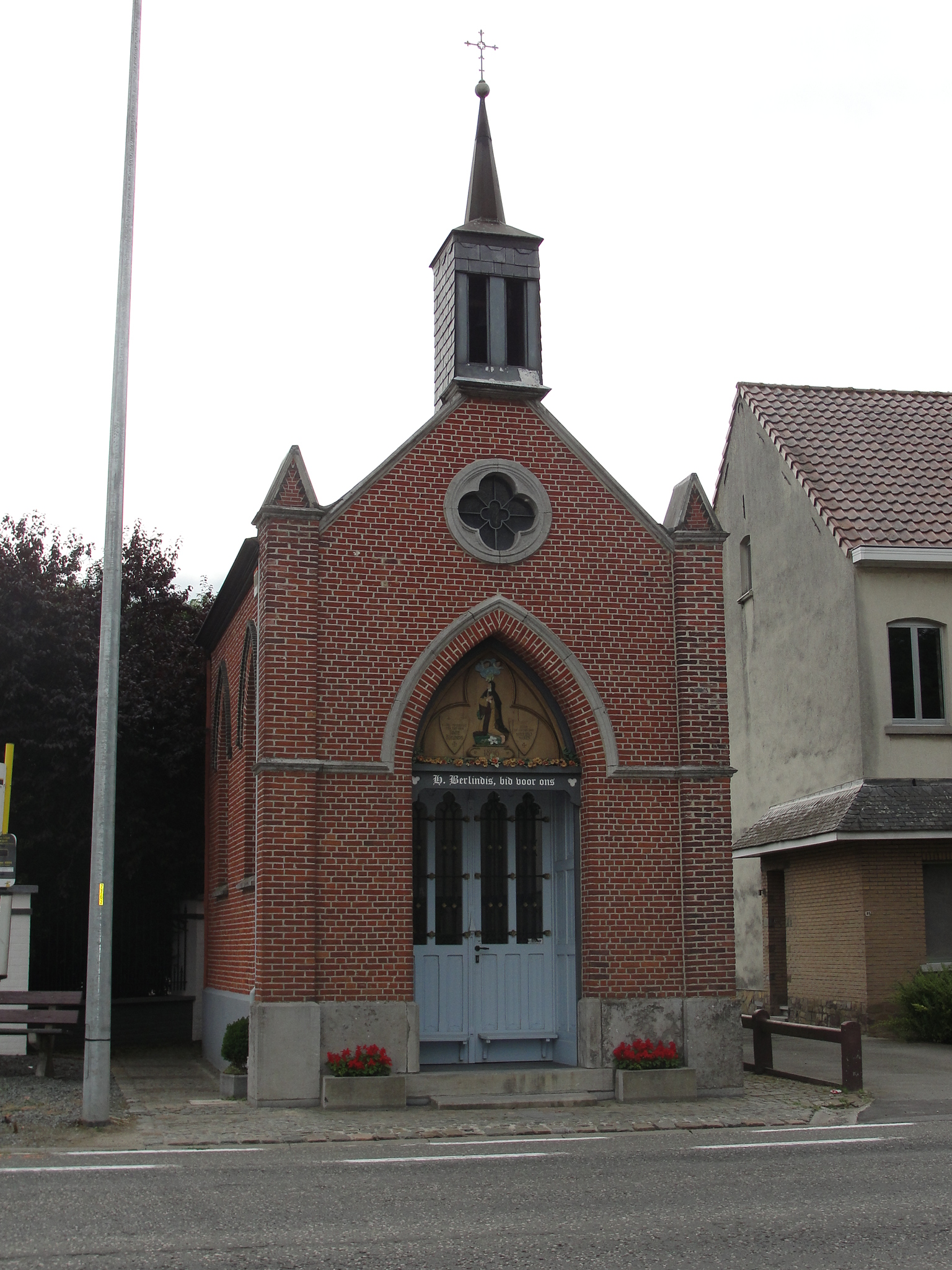
De Heilige Berlindiskapel

De Heilige Berlindiskapel is een kapel in de Ninoofse deelgemeente Meerbeke, gelegen aan de Halsesteenweg.

## Beschrijving
De kapel werd in 1866 opgetrokken in neogotische stijl en is toegewijd aan Berlindis van Meerbeke.